# Teymur Mämmädov
Teymur Mämmädov (azerbajdzjanska: Teymur Məmmədov), född 11 januari 1993 i Baku, Azerbajdzjan, är en azerisk boxare som tog OS-brons i tungviktsboxning 2012 i London. 